# Friedrich von der Leyen
Friedrich von der Leyen (n. 19 august 1873, Bremen, Germania – d. 6 iunie 1966, Kirchseeon⁠(d), Germania, în apropiere de München) a fost un medievalist și folclorist german.

## Biografie
Von der Leyen a studiat până în 1894 la Universitatea din Marburg, Universitatea din Leipzig și la Universitatea din Berlin. În 1891 s-a alăturat organizației studențești Burschenschaft Alemannia Marburg. După terminarea studiilor, el a absolvit în anul 1894 cu o teză despre Declarația de credință (Rede vom Glauben) a săracului Hartmann, coordonată de profesorul Karl Weinhold. Teza sa pentru obținerea titlului de doctor habilitat susținută în 1899 la München a avut ca temă Märchen in den Göttersagen der Edda.
Din 1920 până la pensionare, în anul 1937, el a predat filologia germană la Universitatea din Köln. În 1937, el a fost numit de către conducătorii național-socialiști în postul de senator al Academiei Germane pentru Limbă și Literatură, o secțiune a Academiei Prusace de Arte aflată în proces de nazificare. În anul următor, el a publicat studiul Die Götter der Germanen despre zeii populațiilor germanice.
După cel de-al Doilea Război Mondial, el a fost profesor onorific la Köln și München în perioada 1947-1953.
Activitatea sa științifică a fost preocupată mereu de abordarea națională a educației în societate. Prin colecțiile sale vaste de basme și legende a urmărit să popularizeze literatura germană veche. Cercetarea basmelor și a folclorului ocupă o poziție centrală în activitatea sa. În afară de lucrările sale filologice și etnologice von der Leyen a avut preocupări și în ceea ce privește politica educațională și culturală.
Von der Leyen a fost fondatorul și redactorul seriei de cărți Die Märchen der Weltliteratur (Basme din literatura universală). Soția lui a fost pictorița Helene von der Leyen (1874-1950).